# Mariä Unbefleckte Empfängnis (Ingolstadt in Unterfranken)

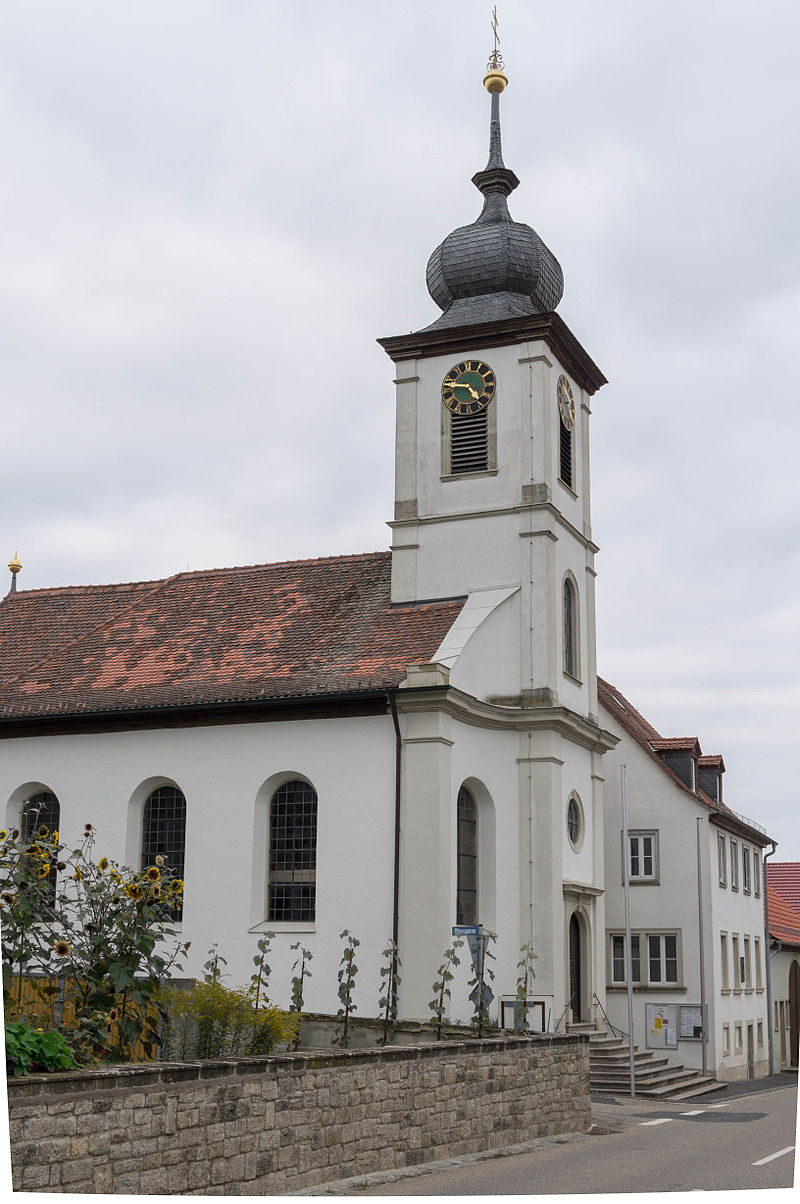
Die Kirche in Ingolstadt

Die römisch-katholische Kirche Mariä Unbefleckte Empfängnis ist die Dorfkirche von Ingolstadt, einem Ortsteil des Marktes Giebelstadt im unterfränkischen Landkreis Würzburg. Die Kirche mit der Adresse Ludwig-Bauer-Straße 14 ist ein Baudenkmal von Giebelstadt.

## Geschichte
An der Stelle der heutigen Kirche befand sich eine nicht mehr erhaltene Kirchenburg. Die alte Dorfkirche wurde unter Fürstbischof Karl Philipp von Greiffenklau wegen Baufälligkeit abgerissen. In den Jahren 1751 bis 1753 errichtete Balthasar Neumann die neue Kirche. In seinem Todesjahr 1753 wurde sie eingeweiht.

## Beschreibung
Der Turm besitzt eine eingeschnürte Zwiebelhaube und ein Turmkreuz des Würzburger Hofschlossers Johann Georg Oegg. Er steht südlich in der Mittelachse des Langhauses. Der Chor weist nach Norden, die Sakristei ist an seiner Ostseite errichtet. Der Hochaltar ist ein Werk Johann Wolfgang von der Auweras, ebenso ein Kruzifix in der Kirche. Die Seitenaltäre entstanden um 1700 und stammen aus dem Kloster Tückelhausen. Am linken Seitenaltar erkennt man ein Bild des heiligen Burkard, am rechten ein Jesusbild, gemalt von Andreas Leimgrub. In der Kirche befinden sich auch drei Grabmäler des Geschlechtes der Geyer von Giebelstadt von 1570 und 1602. Der Taufstein wurde im Jahr 1582 von Konrad Geyer und seiner Ehefrau Margaretha von Sternberg gestiftet. Die Stuckdecke schuf Balthasar Neumann. Die Orgel wurde auf der südlichen Empore installiert.

## Weblink
- Internetauftritt der Pfarreiengemeinschaft Giebelstadt & Bütthard